# (3941) Haydn
(3941) Haydn es un asteroide perteneciente al cinturón de asteroides, descubierto el 27 de octubre de 1973 por Freimut Börngen desde el Observatorio Karl Schwarzschild, en Tautenburg, Alemania.

## Designación y nombre
Designado provisionalmente como 1973 UU5. Fue nombrado Haydn en honor al compositor austríaco Joseph Haydn.